# Dropshipping
A dropshipping az online kereskedelmi vállalkozások egyik formája. A lényege, hogy a dropshipping webáruház a termék gyártója vagy disztribútora és a vásárló közé ékelődik, egyfajta közvetítői szerepet töltve be, de ő maga nem rendelkezik saját árukészlettel. A vásárló szállítási adatait közvetlenül a beszállítónak küldi, és a beszállító küldi ki a termékeket a vevő részére. Ezáltal a dropshipping webáruház üzemeltetője fizikailag nem kötődik a vállalkozáshoz, a termékekkel legtöbbször nem is találkozik. Tevékenysége pusztán a marketing és az ügyfélkapcsolati szerepkörre fókuszálódik.

## A dropshipping működése a gyakorlatban
Az online boltban a vásárló megrendeli, vagy megveszi és kifizeti a terméket, tehát az adminisztráció (megrendelés, számlázás, fizetés) itt történik. A megrendelést az online bolt továbbítja a vele szerződésben álló gyártónak vagy nagykereskedőnek. Az árut közvetlenül a gyártó vagy a nagykereskedő szállítja. A dropshipping kereskedő haszna a nagykereskedelmi és a kiskereskedelmi ár közötti különbség.
A vásárló nem feltétlenül van tisztában azzal, hogy az online bolt csak közvetítő, mert nincs címkézési kötelezettség.

## A dropshipping előnyei
- Alacsonyabb tőkeigény, egyszerű elindítás.

Mivel az értékesítő (általában webáruház) csak akkor vásárol meg a nagykereskedőtől egy terméket, ha azt tőle már megvették, ezért nem kell valódi árukészlettel rendelkeznie. Elég, ha a webshopban minél több termék virtuális formában elérhető. Ezért a befektetett tőkeigény egy valódi bolthoz képest nagyon alacsony, hiszen megspórolja többek között a raktárbérlés, a csomagolás és a szállítás költségeit.
- Bőséges kínálat

Mivel nem kell előre birtokolnia az árucikkeket, egy dropshipping webáruház óriási választékot kínálhat a vásárlóknak, hiszen csak a termék fényképét és adatlapját kell feltöltenie a webshopjába, nem kell a termékekkel fizikai formában rendelkeznie. A nagykereskedőtől csak akkor rendeli meg, ha tőle már megrendelték.

## A dropshipping hátrányai
- Alacsony profit

Óriási a verseny ezen a területen, a nagyobb forgalom érdekében mindenki igyekszik a legalacsonyabb árat kínálni, és ez nagyon alacsony profitot eredményez.
- Készletproblémák

Mivel a dropshippernek nincsenek naprakész információi a nagykereskedő készleteiről, ezért előfordulhat az is, hogy olyan terméket árul, ami átmenetileg vagy végleg elfogyott. Ez számos nehézséget okoz, például reklamációk kezelése, pénzvisszafizetés stb.
- Szállítási problémák

A dropshipping kereskedő ki van szolgáltatva a beszállítójának mind a termék minősége, mind a szállítás tekintetében. 
Mivel a dropshipping kereskedő egyszerre általában több gyártóval vagy nagykereskedéssel is dolgozik, ezért a szállítás területén sokszor komoly zökkenők adódnak. A hosszú szállítási idő alapnak tekinthető, ehhez járulnak olyan nehézségek, mint például az, ha a vevő által megrendelt 4 darab termék 4 különböző nagykereskedőtől származik.  Ilyenkor értelemszerűen 4 db szállítási költség keletkezik, amit viszont a dropshippernek nem célszerű ráterhelni a vásárlóra, mert az a horribilis tételt látva elállhat a vásárlástól, vagy arra fog gondolni, hogy a szállítás túl van árazva, vagyis be akarják csapni.
A rendszer gördülékeny működésének a feltétele az automatizált adatáramlás a beszállító rendszere és a dropshipping webáruház között annak érdekében, hogy a termék-, a készlet- és a rendelési adatok megfelelően áramoljanak.
A dropshipping leginkább az USA-ban terjedt el, ahol több beszállító is képes dropshipping rendelésteljesítésre, és mind szoftveres, mind logisztikai támogatást képes nyújtani a webáruházaknak. Igen elterjedtek az Ázsiából történő importra alapuló dropshipping modellek, ahol első sorban az AliExpress oldalain található beszállítók termékeit terjesztik az áruházak, itt azonban rendszerint hosszú szállítási időkkel, kontrollálatlan csomagolással, minőséggel kell számolni, és a Kelet-Európában igen elterjedt utánvétes fizetés sem megoldott. A fenti megoldással kialakított dropshipping áruház indítására jól működő alternatívát kínál a Shopify webshopmotor és az Oberlo kapcsolata.
Kelet-Európában néhány nagyobb disztribútornak van saját megoldása, de ezek első sorban az informatikai termékekre koncentrálnak.